# Strelka (kulle)
Strelka är en kulle i Antarktis. Den ligger i Östantarktis. Australien gör anspråk på området. Toppen på Strelka är 1 243 meter över havet.
Terrängen runt Strelka är platt. Trakten är obefolkad. Det finns inga samhällen i närheten. 